# 金香蘭
金 香蘭（きん こうらん、1972年12月6日- ）は中国の柔道選手。階級は61kg級。身長161cm。

## 人物
1990年のブルガリア国際61kg級では準決勝で世界選手権3位の小林貴子を出足払で破るなどして優勝した。続いて、地元の北京で開催されたアジア大会決勝でも小林と対戦した。小林が大内刈で有効を先取するも、その後に小林の大外刈を金が谷落で切り返して効果を取った際に、小林が右肘を負傷して試合を続行できず棄権勝で優勝した。1992年のバルセロナオリンピックには56kg級で出場するも、2回戦でスウェーデンのウルスラ・マイレンに判定で敗れた。

## 主な戦績
- 1990年 - ブルガリア国際 優勝
- 1990年 - アジア大会 優勝

(出典)。